# George P. Darrow

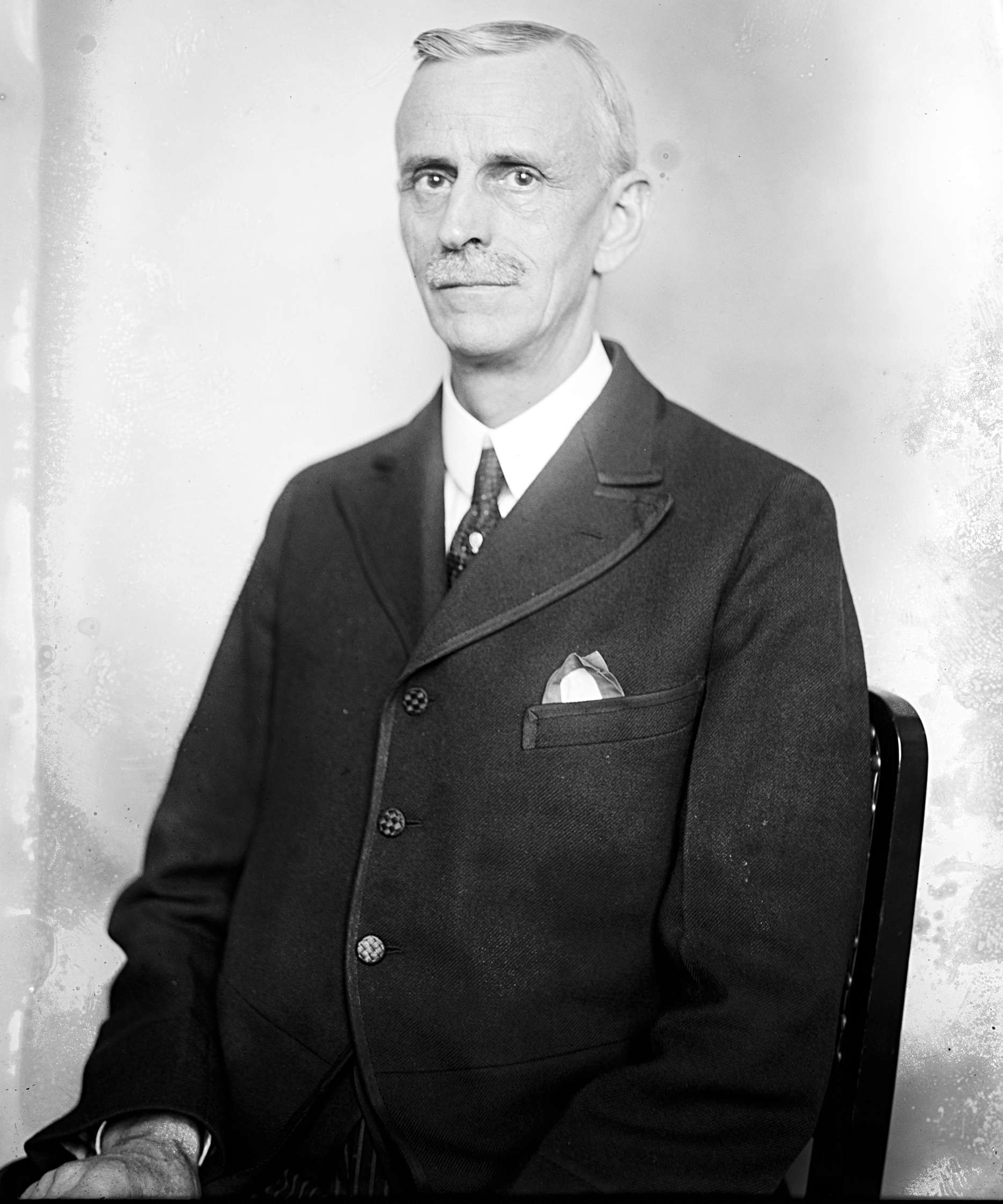
George P. Darrow

George Potter Darrow (* 4. Februar 1859 in Waterford, Connecticut; † 7. Juni 1943 in Philadelphia, Pennsylvania) war ein US-amerikanischer Politiker. Zwischen 1915 und 1937 sowie nochmals von 1939 bis 1941 vertrat er den Bundesstaat Pennsylvania im US-Repräsentantenhaus.

## Leben
George Darrow besuchte die öffentlichen Schulen seiner Heimat und studierte danach bis 1880 an der Alfred University im Bundesstaat New York. Im Jahr 1888 ließ er sich in Philadelphia nieder, wo er im Bankgewerbe und in der Versicherungsbranche arbeitete. Er war außerdem an der Herstellung von Farben beteiligt. Politisch wurde er Mitglied der Republikanischen Partei. Zwischen 1906 und 1909 leitete er einen regionalen Schulausschuss in Philadelphia; von 1910 bis 1915 gehörte er dem dortigen Stadtrat an.
Bei den Kongresswahlen des Jahres 1914 wurde Darrow im sechsten Wahlbezirk von Pennsylvania in das US-Repräsentantenhaus in Washington, D.C. gewählt, wo er am 4. März 1915 die Nachfolge des Demokraten James Washington Logue antrat. Nach zehn Wiederwahlen konnte er bis zum 3. Januar 1937 elf Legislaturperioden im Kongress absolvieren. Seit 1923 vertrat er dort den siebten Distrikt seines Staates. Im Jahr 1936 wurde er nicht wiedergewählt. Nach einem Erfolg bei den Wahlen des Jahres 1938 konnte er zwischen dem 3. Januar 1939 und dem 3. Januar 1941 erneut den siebten Bezirk seines Staates im Kongress vertreten. In Darrows Zeit als Kongressabgeordneter fiel unter anderem der Erste Weltkrieg. Seit 1933 wurden die New-Deal-Gesetze der Roosevelt-Regierung verabschiedet.
Im Jahr 1940 verzichtete George Darrow auf eine weitere Kongresskandidatur. Er starb am 7. Juni 1943 in Philadelphia.